# Pèlerine (scaphandre)
Pour l’article homonyme, voir pèlerine.

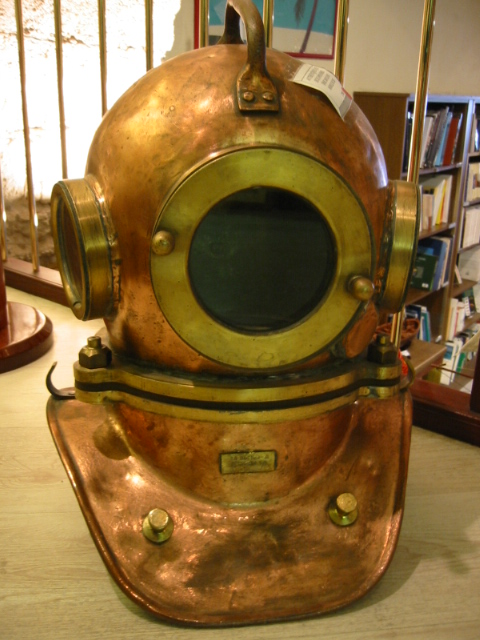
Casque scaphandre à trois boulons. La pèlerine est la partie inférieure, couvrant le torse du scaphandrier.

La pèlerine est, dans les anciens scaphandres à casque, la partie métallique du torse du scaphandre. C'est à la pèlerine que vient se fixer le bonnet, qui est la partie du scaphandre qui recouvre la tête.

## Historique
Dans les années 1830 Augustus Siebe conçut un scaphandre étanche. Une connaissance de Siebe, du nom de George Ewards, lui proposa alors de séparer le casque du scaphandre en deux parties, la pèlerine et le bonnet. La pèlerine était fixée à la « peau de bouc » (la combinaison étanche) et laissait passer la tête du scaphandrier par une ouverture sur laquelle se fixait à son tour, par le biais de boulons, le bonnet, le casque à proprement parler. Ceci facilitait la tâche au scaphandrier au moment d'enfiler son scaphandre tout en permettant de conserver l'étanchéité de l'ensemble. Plus tard, dans le cas de certains scaphandres conçus pour les faibles profondeurs, le bonnet fut vissé directement dans la pèlerine (comme dans les scaphandres de type Lerios).
Certains modèles de scaphandres à casque sont toujours fabriqués de nos jours et la partie sur laquelle se visse le casque peut toujours être appelée pèlerine.